# The First of the Microbe Hunters
The First of the Microbe Hunters es un EP de la banda inglesa de post-rock Stereolab, editado en el año 2000. Según el sitio oficial del grupo, es un "mini-LP".

## Lista de temas
1. «Outer Bongolia» – 9:29
2. «Intervals» – 4:38
3. «Barock-Plastik» – 3:00
4. «Nomus et Phusis» – 4:23
5. «I Feel the Air (Of Another Planet)» – 8:13
6. «Household Names» – 3:42
7. «Retrograde Mirror Form» – 6:23